# Лопатањ
Лопатањ је насеље у Србији у општини Осечина у Колубарском округу. Према попису из 2022. било је 868 становника.

## Историја
Први помен села је забележен у турском попису (тефтеру) за хиџретску 934. годину, тј. 1527/1528. годину по садашњем рачунању времена.

Транскрибован на модерни турски, са османске арабице, унос са 260. странице тефтера TD 144 је гласио овако:
Lopata karye, Valyeva nahiye - Село Лопата, Нахија Ваљево

## Демографија
У насељу Лопатањ живи 1081 пунолетни становник, а просечна старост становништва износи 42,8 година (41,0 код мушкараца и 44,9 код жена). У насељу има 385 домаћинстава, а просечан број чланова по домаћинству је 3,45.
Ово насеље је великим делом насељено Србима (према попису из 2002. године), а у последња три пописа, примећен је пад у броју становника.
|  |

| Демографија | Демографија | Демографија |
| Година      | Становника  | Становника  |
| ----------- | ----------- | ----------- |
| 1948.       | 2.146       |             |
| 1953.       | 2.140       |             |
| 1961.       | 2.064       |             |
| 1971.       | 1.881       |             |
| 1981.       | 1.632       |             |
| 1991.       | 1.483       | 1.472       |
| 2002.       | 1.330       | 1.372       |

| Етнички састав према попису из 2002.‍ | Етнички састав према попису из 2002.‍ | Етнички састав према попису из 2002.‍ | Етнички састав према попису из 2002.‍ | Етнички састав према попису из 2002.‍ |
| ------------------------------------ | ------------------------------------ | ------------------------------------ | ------------------------------------ | ------------------------------------ |
|                                      |                                      |                                      |                                      |                                      |
| Срби                                 | Срби                                 |                                      | 1.270                                | 95,48%                               |
| Роми                                 | Роми                                 |                                      | 44                                   | 3,30%                                |
| Чеси                                 | Чеси                                 |                                      | 1                                    | 0,07%                                |
| Словенци                             | Словенци                             |                                      | 1                                    | 0,07%                                |
| непознато                            | непознато                            |                                      | 5                                    | 0,37%                                |

| Година пописа     | 1948. | 1953. | 1961. | 1971. | 1981. | 1991. | 2002. |
| ----------------- | ----- | ----- | ----- | ----- | ----- | ----- | ----- |
| Број домаћинстава | 335   | 338   | 359   | 384   | 390   | 388   | 385   |

| Број чланова      | 1  | 2  | 3  | 4  | 5  | 6  | 7  | 8 | 9 | 10 и више | Просек |
| ----------------- | -- | -- | -- | -- | -- | -- | -- | - | - | --------- | ------ |
| Број домаћинстава | 75 | 84 | 59 | 45 | 47 | 44 | 23 | 5 | 1 | 2         | 3,45   |

| Пол    | Укупно | Неожењен/Неудата | Ожењен/Удата | Удовац/Удовица | Разведен/Разведена | Непознато |
| ------ | ------ | ---------------- | ------------ | -------------- | ------------------ | --------- |
| Мушки  | 603    | 190              | 362          | 36             | 15                 | 0         |
| Женски | 535    | 55               | 361          | 109            | 8                  | 2         |
| УКУПНО | 1.138  | 245              | 723          | 145            | 23                 | 2         |

| Пол    | Укупно                    | Пољопривреда, лов и шумарство | Рибарство                            | Вађење руде и камена | Прерађивачка индустрија       |
| ------ | ------------------------- | ----------------------------- | ------------------------------------ | -------------------- | ----------------------------- |
| Мушки  | 467                       | 417                           | 0                                    | 0                    | 18                            |
| Женски | 341                       | 321                           | 0                                    | 0                    | 2                             |
| УКУПНО | 808                       | 738                           | 0                                    | 0                    | 20                            |
| Пол    | Производња и снабдевање   | Грађевинарство                | Трговина                             | Хотели и ресторани   | Саобраћај, складиштење и везе |
| Мушки  | 3                         | 7                             | 7                                    | 1                    | 3                             |
| Женски | 0                         | 0                             | 8                                    | 2                    | 0                             |
| УКУПНО | 3                         | 7                             | 15                                   | 3                    | 3                             |
| Пол    | Финансијско посредовање   | Некретнине                    | Државна управа и одбрана             | Образовање           | Здравствени и социјални рад   |
| Мушки  | 0                         | 2                             | 2                                    | 2                    | 2                             |
| Женски | 0                         | 2                             | 1                                    | 1                    | 0                             |
| УКУПНО | 0                         | 4                             | 3                                    | 3                    | 2                             |
| Пол    | Остале услужне активности | Приватна домаћинства          | Екстериторијалне организације и тела | Непознато            | Непознато                     |
| Мушки  | 2                         | 0                             | 0                                    | 1                    | 1                             |
| Женски | 4                         | 0                             | 0                                    | 0                    | 0                             |
| УКУПНО | 6                         | 0                             | 0                                    | 1                    | 1                             |

## Галерија
- Лопатањ - панорама
- Лопатањ - панорама
- Лопатањ - панорама
- Лопатањ - панорама
- Лопатањ - панорама
- Лопатањ - панорама
- Лопатањ - панорама
- Лопатањ - црква Св. Луке